# Hin Vordende Sod & Sø
Hin Vordende Sod & Sø è il primo album della viking metal band norvegese degli Ásmegin. È stato pubblicato il 25 agosto 2003 dalla Napalm Records. I testi sono stati scritti in norvegese e norreno.

## Tracce
1. Af Helvegum – 2:46
2. Bruderov Paa Hægstadtun – 3:43
3. Huldrandans - Hin Grønnkledde – 4:07
4. Til Rondefolkets Herskab – 4:04
5. Over Ægirs Vidstragte Sletter – 3:44
6. Slit Livets Baand – 1:32
7. Efterbyrden – 5:06
8. Op Af Bisterlitjernet – 3:41
9. Vargr i Véum – 3:42
10. Blodhevn – 6:19
11. Valgalder – 3:29

## Membri
- Bjørn Olav Holter – voce
- Marius Olaussen – chitarra solista e ritmica
- Raymond Håkenrud – chitarra solista e ritmica
- Tommy Brandt – batteria e percussioni, seconda voce
- Tomas Torgersbråten – basso, seconda voce

## Aiutanti
- Lars A. Nedland – voce pulita
- Anja Hegge Thorsen – arpa
- Oddrun Hegge – Norwegian zither
- Lars F. Frøislie – pianoforte, mellotrons e vari strumenti
- Sareeta – fiddle, canto femminile and vocals
- Anne Marie Hveding – voce femminile
- Børge "Smuldra Glans" Finstad – percussioni nella traccia 3
- Gunhild Førland – flauto country
- Nikolai Brandt – voci